# Joshua Eijgenraam
Joshua Eijgenraam (Berkel en Rodenrijs, 18 februari 2002) is een Nederlands voetballer die als verdedigende middenvelder speelt.

## Carrière

### Excelsior
Joshua Eijgenraam speelde in de jeugd van SV TOGB alvorens hij in 2014 de overstap maakte naar de jeugdopleiding van Excelsior. Hij debuteerde daar in het eerste elftal in de Eerste divisie op 20 november 2020, tijdens een met 4-1 gewonnen thuiswedstrijd tegen Jong AZ. Hij kwam in de 90+1e minuut in het veld voor Julian Baas, tegelijkertijd met Jaimy Buter, die eveneens debuteerde. Hoewel het dat seizoen bleef bij één invalbeurt, groeide hij een seizoen later uit tot basisspeler. Hij had op 6 augustus 2021 zijn eerste basisplaats in de openingswedstrijd van het seizoen tegen TOP Oss (1-0 nederlaag). Hij kwam dat seizoen in 32 van de 38 competitiewedstrijden in actie en deed mee in de play-offs om promotie. Hij speelde alle zes wedstrijden, waaronder de finale tegen ADO Den Haag die na penalty's gewonnen werd door Excelsior. De 20-jarige middenvelder zette in augustus 2022 zijn handtekening onder een nieuwe overeenkomst tot en met medio 2025. Op 6 augustus 2022 maakte hij zijn Eredivisiedebuut en won met 2-0 van SC Cambuur. 
Voor het seizoen 2023/24 verhuurde Excelsior Eijgenraam aan TOP Oss. Hij kwam daar 16 keer in actie. In de zomer van 2024 sloot hij weer aan bij Excelsior waarmee hij in 2025 terugkeerde naar de Eredivisie. Zijn aflopende contract werd niet verlengd.

### VVV-Venlo
In mei 2025 presenteerde VVV-Venlo de transfervrije middenvelder als eerste aanwinst voor het nieuwe seizoen. Eijgenraam tekende er een contract tot de zomer van 2027 met een optie voor een extra seizoen.

## Statistieken
| Seizoen                        | Club                | Competitie     | Competitie | Competitie | Beker | Beker | Overige | Overige | Totaal | Totaal |
| Seizoen                        | Club                | Competitie     | Wed.       | Dlp.       | Wed.  | Dlp.  | Wed.    | Dlp.    | Wed.   | Dlp.   |
| ------------------------------ | ------------------- | -------------- | ---------- | ---------- | ----- | ----- | ------- | ------- | ------ | ------ |
| 2020/21                        | Excelsior Rotterdam | Eerste divisie | 1          | 0          | 0     | 0     | —       | —       | 1      | 0      |
| 2021/22                        | Excelsior Rotterdam | Eerste divisie | 32         | 0          | 1     | 0     | 6       | 0       | 39     | 0      |
| 2022/23                        | Excelsior Rotterdam | Eredivisie     | 13         | 0          | 2     | 0     | —       | —       | 15     | 0      |
| 2023/24                        | → TOP Oss           | Eerste divisie | 16         | 0          | 0     | 0     | —       | —       | 16     | 0      |
| 2024/25                        | Excelsior Rotterdam | Eerste divisie | 26         | 0          | 3     | 0     | —       | —       | 29     | 0      |
| 2025/26                        | VVV-Venlo           | Eerste divisie | 2          | 0          | 0     | 0     | —       | —       | 2      | 0      |
| Totaal                         | Totaal              | Totaal         | 90         | 0          | 6     | 0     | 6       | 0       | 102    | 0      |
| Bijgewerkt op 16 augustus 2025 |                     |                |            |            |       |       |         |         |        |        |